# Серне (село)
Серне (до 1946 — Сернин, в 1946—1995 — Рівне) — село в Україні, в Закарпатській області, Мукачівському районі.

## Історія
У 1270 р. вперше згадується як Zyrnua як королівський маєток. Засноване у 13 столітті родиною Вардай. 
Храм побудовано в 15 столітті в готичному стилі, в 1530 році  церква стала реформатською, а в 1774 році перебудовано в стилі бароко. У 1779 р. поруч була встановлена дзвіниця. 

## Населення
За переписом населення України 2001 року в селі мешкало 1980 осіб.

### Мова
Розподіл населення за рідною мовою за даними перепису 2001 року:
| Мова       | Відсоток |
| ---------- | -------- |
| угорська   | 97,47 %  |
| українська | 2,17 %   |
| російська  | 0,20 %   |

## Туристичні місця
- Храм 15 ст в готичному стилі
- Чорний мочар